# Zuleikha Robinson
Zuleikha Robinson (Londen, 29 juni 1977) is een Brits actrice. Ze heeft een Britse vader en een Indiase moeder. Haar broer Alastair Robinson is een bekend  botanicus.
Robinson speelde onder andere in de televisieseries Rome, The X-Files en The Lone Gunmen. Later werd ze vooral bekend door haar rol als Ilana in de serie Lost en als Roya Hammad in de serie Homeland.
- Bibliothèque nationale de France: cb15612369c (data)
- International Standard Name Identifier: 0000 0003 7420 9598
- Library of Congress Control Number: no2005009600
- Nationale Bibliotheek van Israël: 987007427749105171
- Virtual International Authority File: 22463178
- WorldCat: E39PBJvH93gKpcCWxvQRGdMtrq